# Lyme Regis

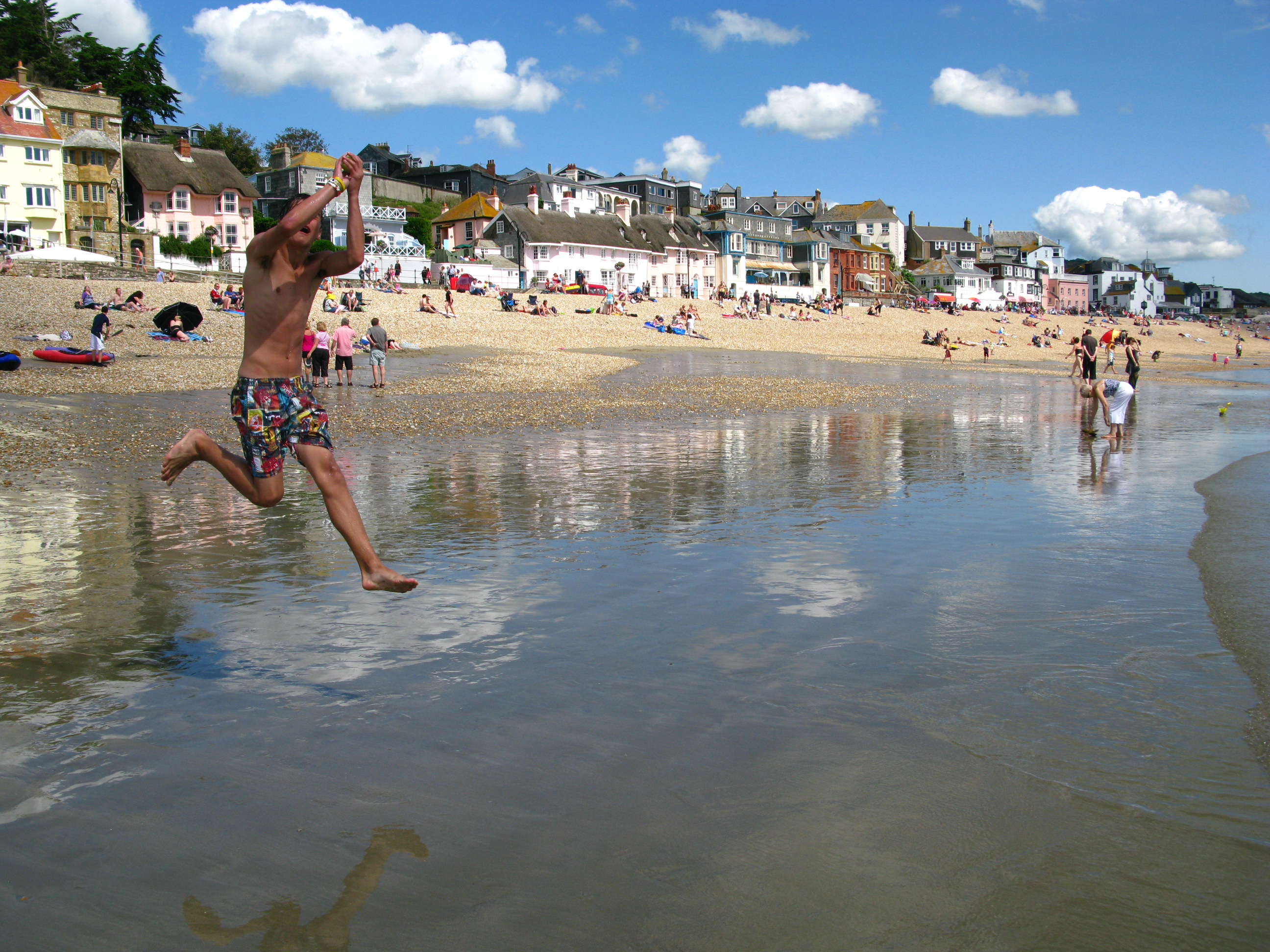
Playa de Lyme Regis.

Lyme Regis (pronunciado [ˌlaɪmˈriːdʒɪs]) es una localidad costera británica del oeste de Dorset (Inglaterra), situada 40 km al oeste de Dorchester y otros 40 km al este de Exeter. Se encuentra sobre Lyme Bay, en la costa del canal de la Mancha, junto al límite entre Dorset y Devon.
La primera mención conocida de Lyme se encuentra en el Domesday Book de 1086. La localidad evolucionó durante el siglo XIII como uno de los mayores puertos británicos, hasta llegar a la concesión por Eduardo I, en 1284, de una Carta Regia que agregó «Regis» al nombre de la ciudad.
Esta localidad es conocida como «La Perla de Dorset». Está enclavada en plena Costa Jurásica de Inglaterra, por lo que son abundantes los hallazgos de fósiles en sus acantilados y playas. La estructura más conocida de Lyme Regis es el espigón del puerto, del siglo XIII y conocido como «The Cobb», que aparece en la novela Persuasión de Jane Austen, en la película La mujer del teniente francés, basada en la novela homónima de John Fowles y en la película Ammonite, protagonizada por Kate Winslet y dirigida por Frances Lee.
Lyme Regis tiene una población de 4.406 habitantes, de los cuales el 45% están jubilados. La ciudad está hermanada con Saint George, en las Bermudas.

## Historia

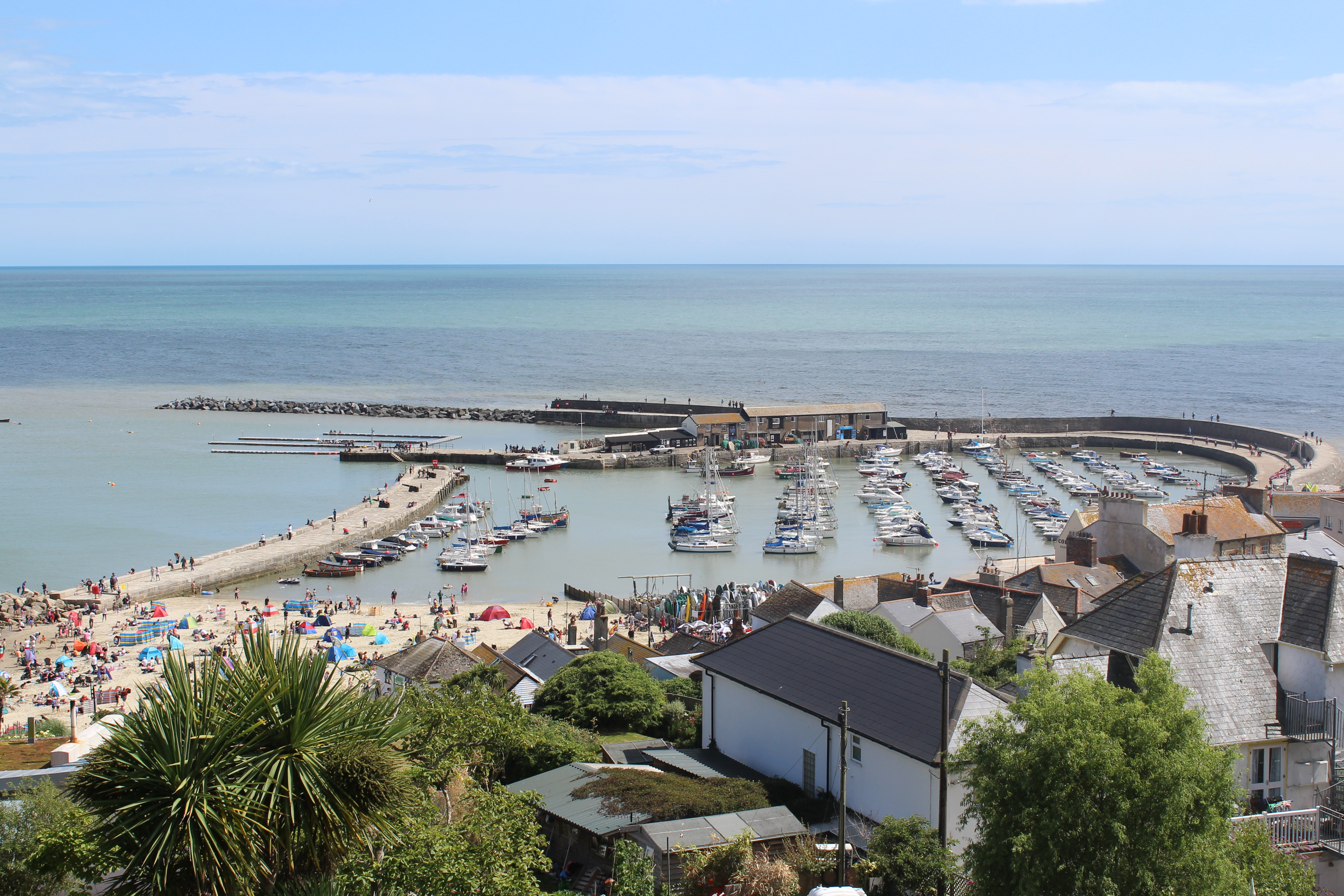
Puerto de Lyme Regis desde el aparcamiento Holmbush.

La primera mención conocida de Lyme se encuentra en el Domesday Book de 1086. La localidad evolucionó durante el siglo XIII como uno de los mayores puertos británicos, hasta llegar a la concesión por Eduardo I, en 1284, de una Carta Regia que agregó «Regis» al nombre de la ciudad. Esta Carta fue confirmada por Isabel I en 1591.
En 1644, durante la guerra civil inglesa, los parlamentaristas soportaron en Lyme un asedio de ocho semanas por las fuerzas realistas bajo el mando del príncipe Mauricio del Palatinado.
Fue también en Lyme Regis donde el Duque de Monmouth desembarcó para emprender la Rebelión de Monmouth en 1685.

## Geología

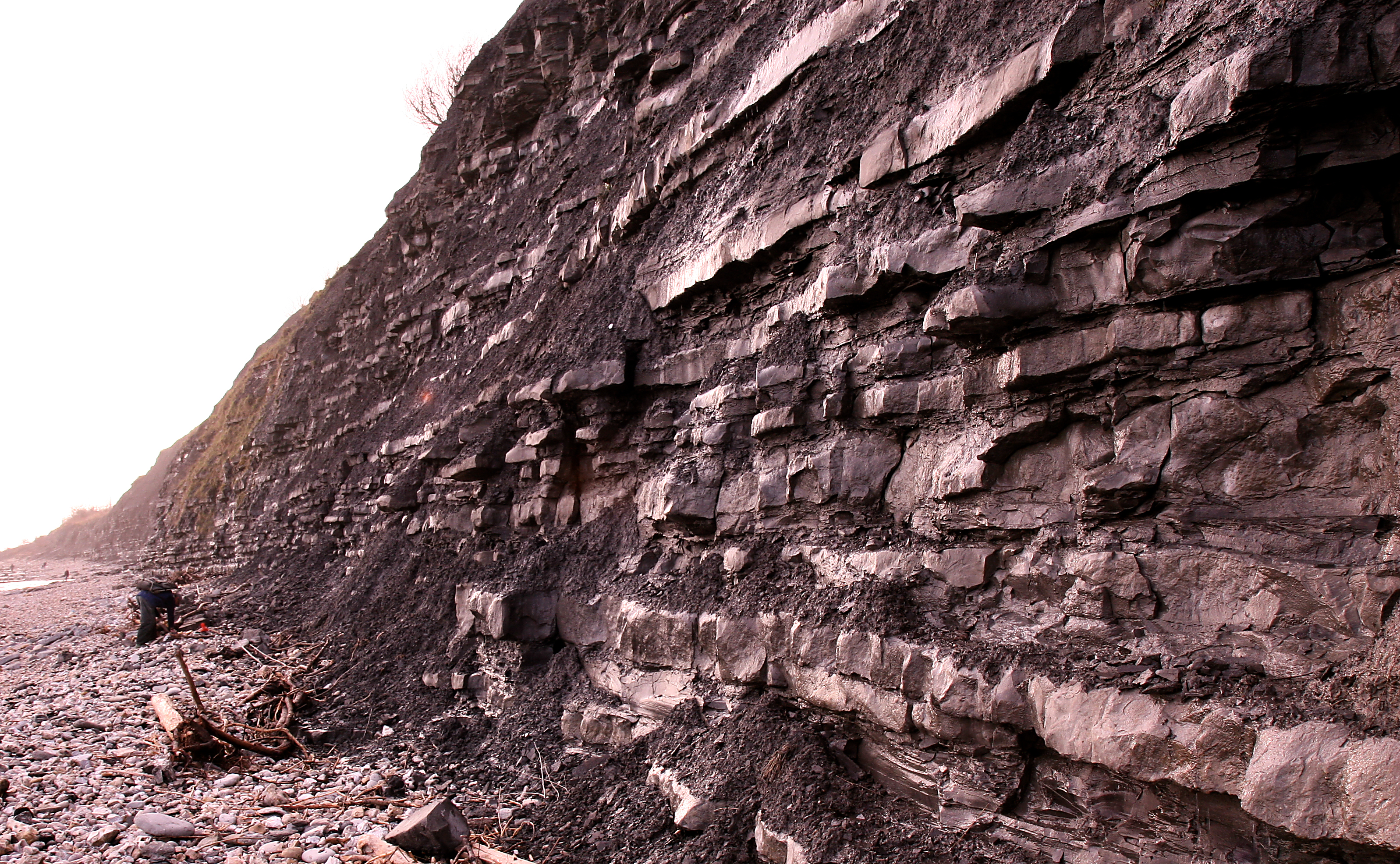
Acantilados de Blue Lias en Lyme Regis.

La ciudad de Lyme Regis es célebre por los fósiles que se encuentran por sus acantilados y playas, que forman parte de la Costa Jurásica (nombre «comercial» de ese tramo de Costa Protegida, Patrimonio de la Humanidad). La Costa Jurásica tiene una longitud de 153 km, desde Orcombe Point (cerca de Exmouth) por el oeste, hasta Old Harry Rocks por el este. La erosión marina a lo largo de la línea de costa deja a la vista una secuencia continua de formaciones rocosas del Triásico, Jurásico y Cretáceo, que cubren un periodo de unos 185 millones de años de historia de la Tierra.
En las localidades de la Costa Jurásica se pueden estudiar un gran número de zonas fosilíferas. La roca de Blue Lias aloja multitud de restos del Jurásico temprano, época de la que los registros fósiles de calidad son raros. Muchos de los restos están bien preservados, con especímenes completos de varias especies importantes. Gran parte de los primeros descubrimientos de dinosaurios y otros restos de reptiles prehistóricos fueron realizados en la costa que rodea Lyme Regis, en particular por Mary Anning (1799-1847). Por ellos, en la ciudad se ha instituido anualmente la celebración del «Día de Mary Anning». Los hallazgos significativos en la zona incluyen restos de Ichthyosauria, Plesiosaurus, Dimorphodon, Scelidosaurus (uno de los primeros dinosaurios armados) y Dapedium. También es reseñable el hallazgo en 1966 del fósil del espécimen de Heterocera (polilla) más grande registrado.

### Corrimientos de tierra
La costa que rodea Lyme Regis sufre grandes corrimientos de tierra espontáneos. Esto permite que los fósiles de época jurásica suelan quedar expuestos a la vista sobre las playas, pero también causa estragos en la ciudad.
Uno de los corrimientos más espectaculeres, conocido como «The Dowlands Landslip» se produjo el 24 de diciembre de 1839, 5 km al oeste de Lyme, en la hacienda de Bindon Manor. Unas 18 ha de trigales y campos de nabos se movieron al formarse una gran falla de más de 90 m de anchura 50 m de profundidad y 1,2 km de longitud. Las cosechas se mantuvieron intactas sobre lo que se conoció como «isla de las cabras», rodeada de los nuevos acantilados recién formados. El 3 de febrero de 1840, cinco semanas después, hubo un segundo corrimiento en las inmediaciones, pero mucho más pequeño que el anterior. Este extraño fenómeno atrajo la visita de muchos curiosos, lo que permitió a los avispados granjeros cobrar seis peniques por la entrada y celebrar una gran fiesta de la cosecha cuando recogieron el trigo. La zona se conoce hoy en día como «The Undercliff» y es de gran interés por su particular historia natural.
En 2005, arrancaron los trabajos de un proyecto de ingeniería con 16 millones de libras de presupuesto para estabilizar los acantilados y proteger la ciudad de la erosión costera. Con él, la playa principal de la ciudad fue reconstruida y reabierta el 1 de julio de 2006.
En la tarde del 6 de mayo de 2008, una sección de 400 m de tierra se deslizó hacia la playa existente entre Lyme Regis y Charmouth. La policía local describió el corrimiento como «el peor en 100 años». Este evento implicó el desvío tierra adentro del Sendero de la Costa Sudoeste desde Lyme Regis a Charmouth por el campo de golf de Lyme Regis.

## Vecinos y visitantes notables

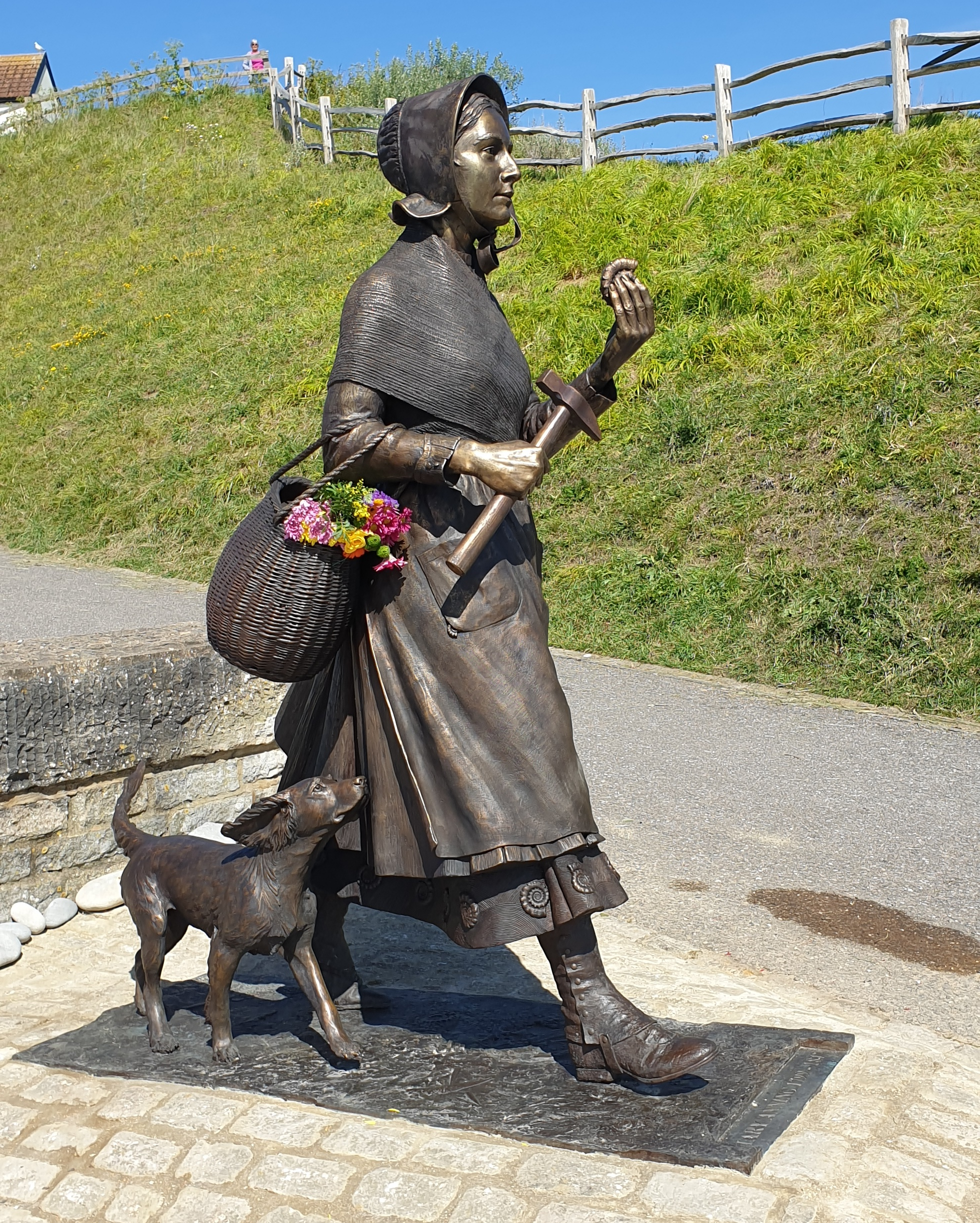
Estatua de bronce dedicada a la paleontóloga Mary Anning erigida en 2022 en la ciudad

- Thomas Coram (c. 1688–1751), capitán de navío y filántropo fundador del orfanato de Foundling en Londres.
- William Turner (1755–1851), pintor romántico que pintó una escena de Lyme Regis hacia 1834.
- Mary Anning (1799–1847), temprana paleontóloga y coleccionista de fósiles.
- Jane Austen visitó Lyme Regis en tres ocasiones entre 1803 y 1804, y en el verano de 1804 residió varias semanas. Los dramáticos hechos ubicados en Lyme narrados en su novela Persuasión condujeron a sus lectores a visitar la ciudad: se dice que el poeta Alfred Tennyson se dirigió a su llegada directamente a The Cobb, diciendo, «¡muéstrenme el punto exacto donde Louisa Musgrove cayó!».[8]
- James McNeill Whistler (1834–1903) también visitó y permaneció en Lyme.
- Beatrix Potter, que pasó en la localidad sus vacaciones de 1904, durante las que realizó las ilustraciones de su libro Little Pig Robinson.
- J. R. R. Tolkien, que tuvo varias estancias de chico en el The Three Cups Hotel (hoy cerrado)[9] de vacaciones con su tutor, el padre Francis Xavier Morgan, y 25 años más tarde con su propia familia,[10] vacaciones en las que dibujó alguna de las ilustraciones de Roverandom y probablemente fijara por escrito ese cuento infantil.
- John Fowles, que vivió en Lyme Regis 35 años, y ubicó aquí su novela La mujer del teniente francés.
- Ian Gillan, vocalista de la banda de hard rock Deep Purple vive en Lyme Regis.
- George Somers, marino inglés que fundó la colonia británica de Bermudas, y cuyo naufragio allí pudo inspirar La Tempestad de Shakespeare.